# Patrick Cargill
Patrick Cargill (* 3. Juni 1918 in London, England; † 23. Mai 1996 in Richmond, London) war ein britischer Schauspieler.

## Leben
Cargill wurde von seinen Eltern am Royal Military College in Sandhurst angemeldet, wo er zum Offizier ausgebildet werden sollte. 1930 verließ er das College, da er eine Karriere als Schauspieler anstrebte. Während des Zweiten Weltkrieges diente er in der britischen Armee. In den 1950er Jahren spielte er in verschiedenen Produktionen am Londoner West End und hatte zudem kleinere Rollen in Spielfilmen wie In 80 Tagen um die Welt. Von 1961 bis 1962 spielte er eine der Hauptrollen der Fernsehserie Top Secret, von der 26 Episoden entstanden. In den 1960ern spielte er in zwei Filmen der Carry-On-Filmreihe sowie in Richard Lesters Beatles-Film Hi-Hi-Hilfe! und hatte Gastrollen in den Serien Mit Schirm, Charme und Melone, Der Mann mit dem Koffer und Nummer 6. 
1967 verkörperte er neben Marlon Brando und Sophia Loren einen britischen Butler in Charlie Chaplins letztem Spielfilm Die Gräfin von Hongkong. Ab demselben Jahr spielte er die Hauptrolle der Serie Father Dear Father über einen Krimiautor, der als Alleinerzieher seiner beiden Töchtern überfordert ist. Bis 1973 entstanden 52 Episoden sowie ein auf der Serie basierender Spielfilm; 1978 entstanden 14 Folgen des in Australien spielenden Serienablegers Father, Dear Father in Australia. Weitere Rollen spielte er unter anderem in Bud Yorkins Inspektor Clouseau neben Alan Arkin und in der Marty Feldman-Filmkomödie Haferbrei macht sexy.
Cargill schrieb zusammen mit Jack Beale das Theaterstück Ring for Catty, welches 1959 unter dem Titel 41 Grad Liebe als zweiter Film der Carry-on…-Filmreihe adaptiert wurde. Seine letzte Fernsehrolle hatte er 1990 als Neville Chamberlain in der kontroversen Sitcom Heil Honey I’m Home!, die nach nur einer Episode abgesetzt wurde.

## Filmografie (Auswahl)
- 1949: Die Tingeltangelgräfin (Trottie True)
- 1953: Eine Prinzessin verliebt sich (The Sword and the Rose)
- 1955: Ein Alligator namens Daisy (An Alligator Named Daisy)
- 1956: Das Baby auf dem Schlachtschiff (The Baby and the Battleship)
- 1956: In 80 Tagen um die Welt (Around the World in 80 Days)
- 1957: Die Abenteuer von Robin Hood (The Adventures of Robin Hood, Fernsehserie, 1 Folge)
- 1958: Immer Ärger in der Army (Up the Creek)
- 1960: The Long Way Home (Fernsehserie, 7 Folgen)
- 1960: Dreimal Liebe täglich (Doctor in Love)
- 1961: Nicht so toll, Süßer (Carry On Regardless)
- 1961: Clue of the Silver Key
- 1961–1962: Top Secret (Fernsehserie, 26 Folgen)
- 1963: Kein Schloß ist vor ihm sicher (The Cracksman)
- 1963: Wo ein Wille ist… (A Stitch in Time)
- 1963: Autofalle (The Hi-Jackers)
- 1964: Ist ja irre – ’ne abgetakelte Fregatte (Carry On Jack)
- 1965: Hi-Hi-Hilfe! (Help!)
- 1965, 1967: Mit Schirm, Charme und Melone (The Avengers, Fernsehserie, 2 Folgen)
- 1967: Die Gräfin von Hongkong (A Countess from Hong Kong)
- 1967: Nummer 6 (The Prisoner, Fernsehserie, 2 Folgen)
- 1967: Der Mann mit dem Koffer (Man in a Suitcase, Fernsehserie, 1 Folge)
- 1968: Inspektor Clouseau (Inspector Clouseau)
- 1968: Hammerhead
- 1968–1973: Aber, aber Vater (Father, Dear Father, Fernsehserie, 45 Folgen)
- 1968–1973: Ooh La La! (Fernsehserie, 19 Folgen)
- 1969: Magic Christian (The Magic Christian)
- 1970: Marty Feldman – Ich kann alles (Every Home Should Have One)
- 1971: Her mit den römischen Sklavinnen (Up Pompeii)
- 1973: Father Dear Father
- 1976–1978: The Many Wives of Patrick (Fernsehserie, 20 Folgen)
- 1977: Wanderkino Pym (The Picture Show Man)
- 1978: Father, Dear Father in Australia (Fernsehserie, 14 Folgen)
- 1985: Barnet (Fernsehfilm)
- 1990: Heil Honey I’m Home! (Fernsehserie, 1 Folge)